# Не за что
«Не за что» (название стилизовано под минускул, то есть не за что) — четвёртый студийный альбом певицы Гречка, вышедший 12 марта 2021 года на лейбле Atlantic Records Russia. Релиз состоит из 10-ти композиций, общей длительностью более 25 минут. Трек «тысяча моментов» был выпущен ранее в виде сингла. По словам исполнительницы, работа над альбомом помогла ей справиться с паническими атаками. Критики положительно отозвались об альбоме, особо отметив повзрослевшую лирику и улучшенную аранжировку. 16 марта состоялась пресс-конференция пластинки, где Гречка подробно рассказала об этапах записи релиза. Презентация альбома состоялась в Санкт-Петербурге и Москве, 17 и 28 апреля соответственно. В апреле 2021 года певица представила песню из альбома «Это убило меня» на Вечернем Урганте, 6 августа на ту же композицию вышел музыкальный клип.

## Запись и релиз
Гречка об альбоме на Meduza:
Я написала пару песен и обратилась за помощью к своему барабанщику Диме Гущину. У меня был не очень хороший период, мне приходилось постоянно сталкиваться с паническими атаками. Из-за этого мне казалось, что я вообще больше ничего не буду выпускать, мне просто не хватало на это сил, но Дима спас всю ситуацию, заразил меня надеждой и поверил в меня. Мне очень повезло, что рядом со мной был такой человек. Мы быстро придумали барабаны, нашли нового гитариста, пошли на студию и все записали — этот процесс не отнял мои силы, а только возвысил их. После записи у меня ни разу не было панической атаки. Этот альбом помог мне справиться! И перебороть все свои страхи.Гречка (певица) на Meduza
В день своего рождения, 1 марта 2021 года Гречка выпустила сингл «Тысяча моментов» и объявила о скором выходе новой пластинки. Релиз «Не за что» состоялся 12 марта 2021 года. Пластинка была выпущена для цифрового прослушивания на лейбле Atlantic Records Russia, альбом был записан в жанрах инди-рок и альтернативный рок. Дмитрий Гущин из группы Pravada отвечал за гитары, за барабаны — Алишер Умаров, сведением занимался Astronaft. Релиз попал в чарты Apple Music, заняв восьмую позицию.
По словам певицы, альбом посвящен городу, из которого герой в конце уезжает. Выход пластинки совпал с расставанием Гречки с девушкой, но Анастасия сообщила, что в альбоме совсем нету песен про её бывшую, также уточнив, что кроме трека «если меня сломают», в релизе не затрагивается личная жизнь Гречки. Несмотря на это, запись альбома поддержала певицу в тяжёлый момент. Она осталась очень довольна своей работой, «гораздо довольнее, чем на пике популярности три года назад», также назвав свой прошлый альбом «Из доброго в злое» неудачным. 16 марта, через четыре дня после релиза «Не за что», в НСН состоялась пресс-конференция пластинки, на которой певица подробно рассказала об этапах записи альбома.
Презентация альбома состоялась в Санкт-Петербурге и Москве, 17 и 28 апреля соответственно. В апреле 2021-го певица спела песню «Это убило меня» на Вечернем Урганте. 6 августа на этот же трек вышел музыкальный клип, где в сырую погоду Анастасия путешествует на машине, местами останавливаясь в придорожных кафе и остановках. «Мы просто взяли пикап и поехали по Ленинградской области» — так Гречка описала создание видеоклипа.

## Критика
The Village отозвался об альбоме так: «героев новой пластинки все больше накрывает „русская тоска“ из прошлого альбома — они уже не гуляют и не ходят на тусовки, а все чаще сидят на кухне, боясь поговорить друг с другом, обижаясь и заново прощая». Слушатели, как говорит агентство «РИА Новости», очень высоко оценили альбом, отметив, что релиз записан профессиональней и уже рассказывает о более взрослых переживаниях. Сами РИА сказали, что в альбоме много рока и других интересных музыкальных экспериментов. «10 песен о взрослении, грустной любви и разрушенных идеалах» — так об альбоме выразились The Flow. Также редакция отметила, что сама Гречка часто оглядывается в гитарную музыку 2000-х, и с каждым разом у неё выходит всё лучше.
«Не за что» — это продолжение идей прошлогодних релизов «Из доброго в злое» и «Хватит».The Flow

## Чарты
| Чарт                         | Позиция |
| ---------------------------- | ------- |
| Apple Music (Альбомы России) | 8       |

## Участники записи
- Анастасия Иванова (Гречка) — продюсирование, текст, идея, голос
- Дмитрий Гущин (группа PRAVADA) — гитара[8]
- Алишер Умаров — барабаны[8]
- Astronaft — сведение[8]

## Список песен
Все тексты написаны Анастасией Ивановой.
| №                   | Название              | Длительность |
| ------------------- | --------------------- | ------------ |
| 1.                  | «интро»               | 1:00         |
| 2.                  | «тысяча моментов»     | 2:16         |
| 3.                  | «это убило меня»      | 2:30         |
| 4.                  | «вечно так»           | 3:16         |
| 5.                  | «ты как всегда»       | 2:13         |
| 6.                  | «меня нет»            | 2:27         |
| 7.                  | «прости»              | 2:18         |
| 8.                  | «и если меня сломают» | 2:58         |
| 9.                  | «очень трудно понять» | 2:55         |
| 10.                 | «когда ты уедешь»     | 3:07         |
| Общая длительность: | Общая длительность:   | 25:10        |